# EnviroChemie
EnviroChemie GmbH (рус. ЭнвироХеми ГмбХ) — немецкая компания, специализирующаяся на проектировании, поставке и монтаже оборудования очистки промышленных сточных вод.

## История

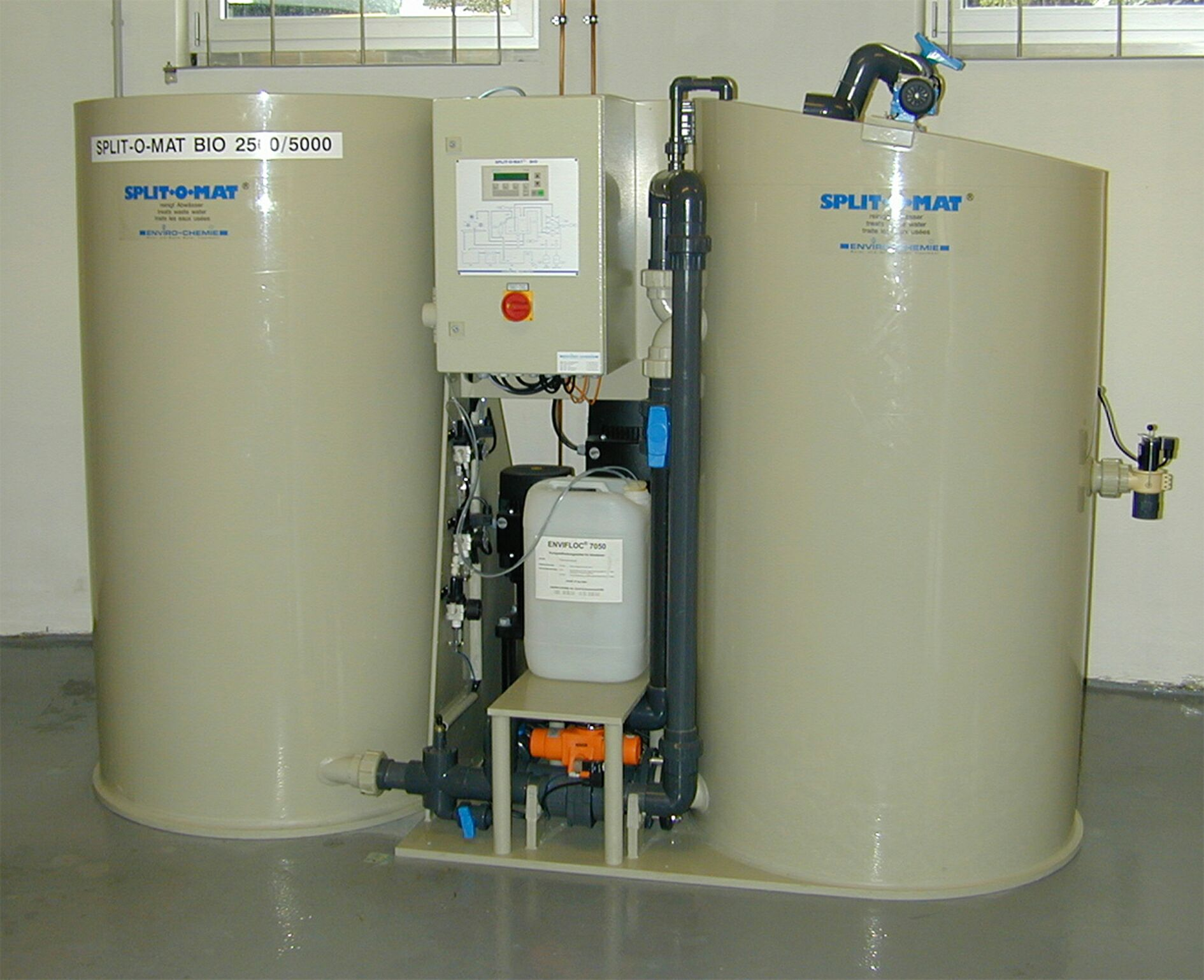
Компактная установка очистки стоков Split-O-Mat

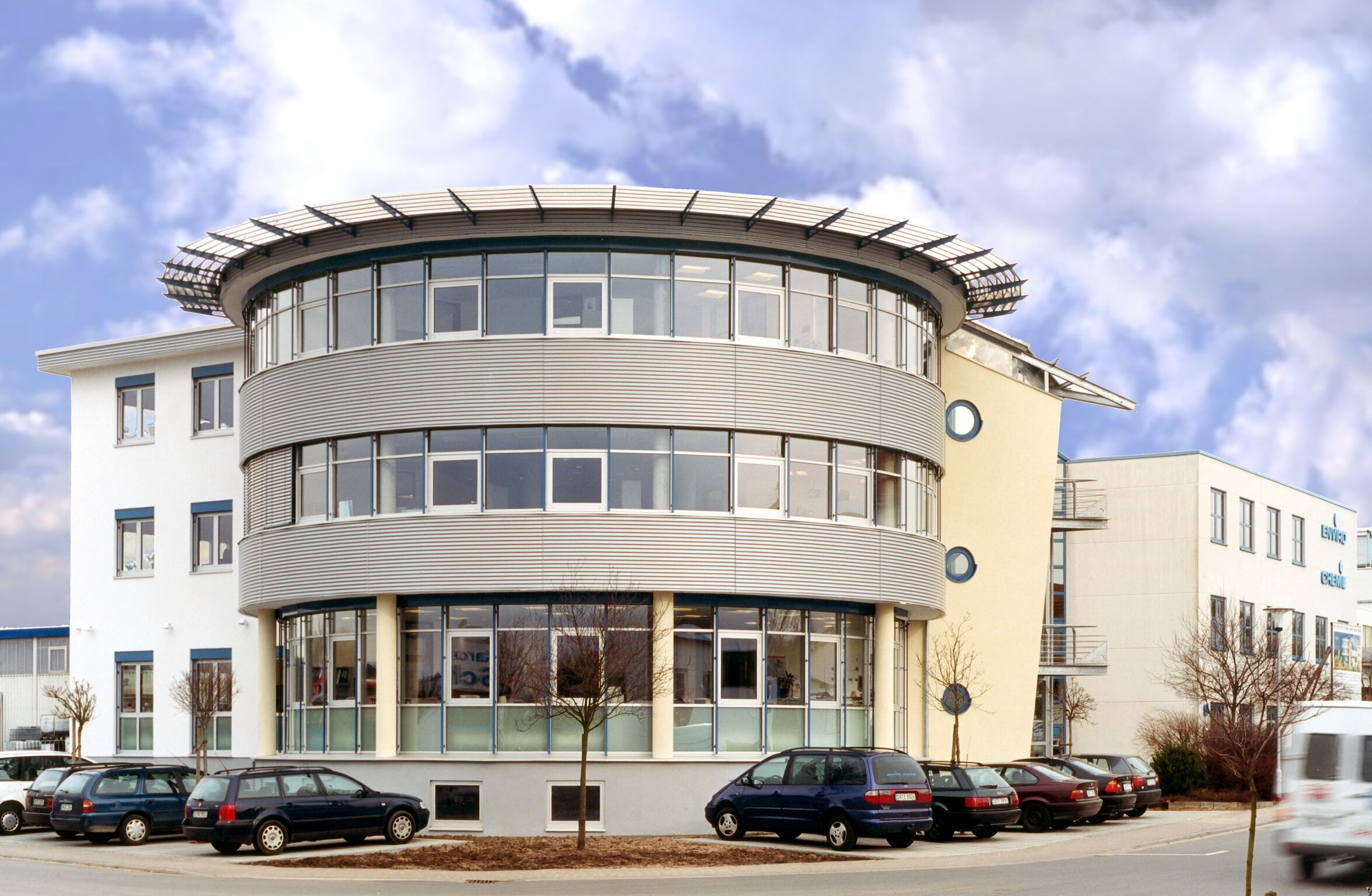
Штаб-квартира EnviroChemie в г. Росдорф (Дармштадт)

Фирма была основана в Швейцарии в 1976 году. Бизнес компании начинался с производства компактных очистных сооружений небольшой мощности (Split-O-Mat). Спустя год фирма начинает создавать стационарные очистные сооружения с применением физико-химических методов очистки. В 1987 году на базе своего нового подразделения в Германии фирма приступает к использованию в очистке производственных стоков мембранных технологий. С 1996 года в технологическом ряду компании появляются биологические методы очистки производственных стоков, а штаб-квартира фирмы перемещается в Германию в г. Росдорф (Дармштадт) (агломерация города Франкфурт-на-Майне). С 2000 года компания проводит активную политику создания сети дочерних предприятий для специализации на рынках других стран. Сегодня вместе со своими дочерними предприятиями в Германии (Falk GmbH, г. Вестербург и DTS GmbH Архивная копия от 29 июня 2011 на Wayback Machine, г. Фридберг), Австрии, Болгарии, Бразилии, Нидерландах, Польше, России, Румынии, Швейцарии и Швеции фирма образует группу Enviro World, которая насчитывает около 600 сотрудников в разных странах.

## Деятельность
Группа компаний осуществляет консультирование, проектирование, строительство, реконструкцию, обслуживание сооружений очистки промышленных стоков и сооружений водоподготовки; поставку оборудования, запасных частей и химреагентов для очистки промышленных стоков и химводоподготовки; пилотные испытания оборудования и химические лабораторные анализы производственных стоков.
EnviroChemie участвует в качестве члена в деятельности Немецкого Союза машиностроителей и производителей промышленного оборудования (VDMA (недоступная ссылка)), Немецкого объединения специалистов по водному хозяйству, сточным водам и отходам (DWA), Союза швейцарских специалистов по сточным водам и охране поверхностных водоемов (VSA Архивная копия от 7 июля 2011 на Wayback Machine), Союза немецких специалистов по мембранной технологии (DGMT), Союза «German Water» Архивная копия от 4 февраля 2011 на Wayback Machine, а также Российско-Германской Внешнеторговой палаты (недоступная ссылка), Свердловского областного союза промышленников и предпринимателей (через российское подразделение).

## Технологии
Фирма в своей деятельности использует технологии биологической очистки стоков, физико-химической очистки стоков, флотационные установки, мембранные технологии, компактные очистные сооружения различных методов очистки.

## EnviroChemie вРоссии

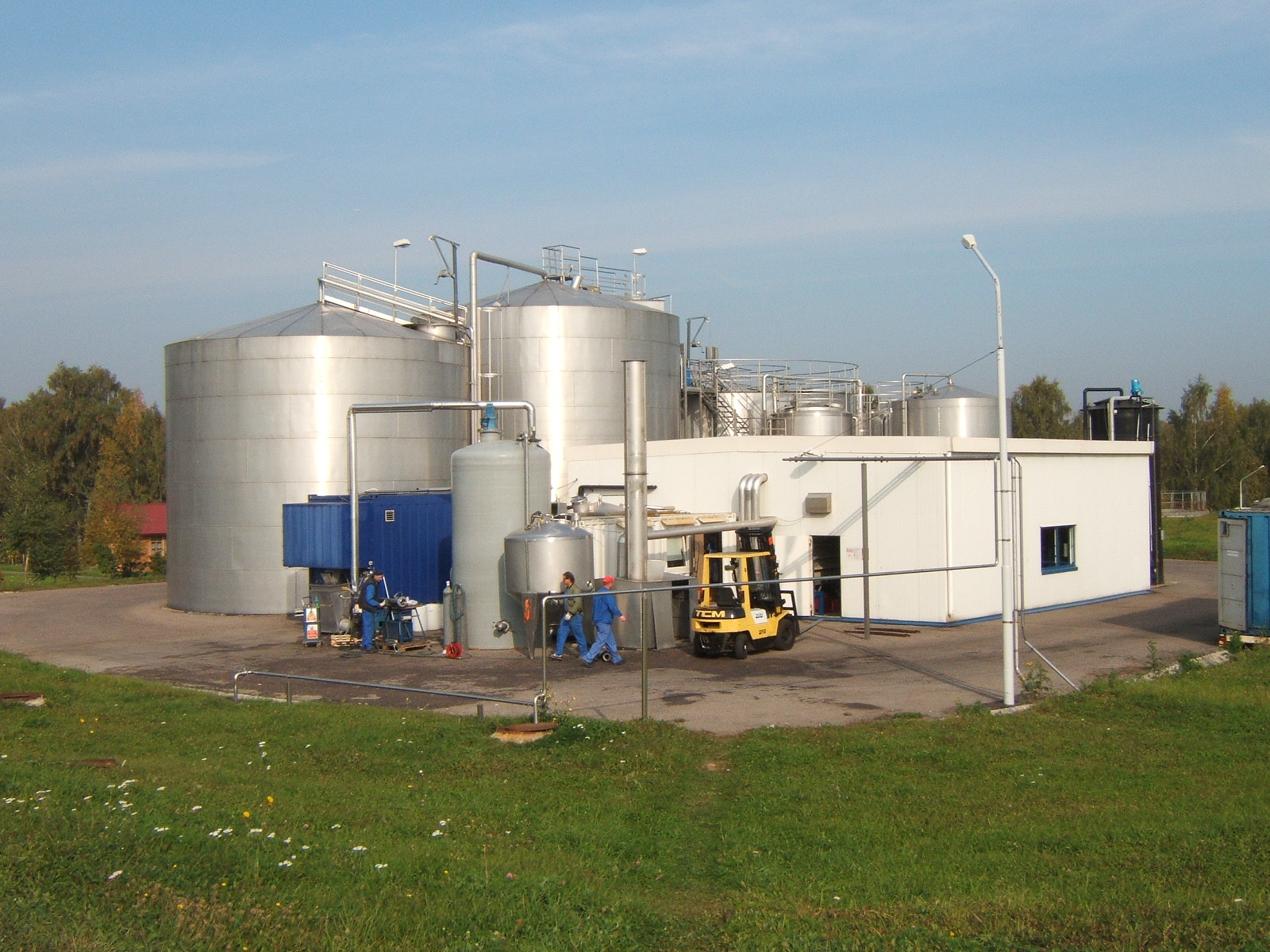
Первые очистные сооружения EnviroChemie в России

С 2002 года в связи с увеличением объёмов проектирования и строительства очистных сооружений компания EnviroChemie представлена в России дочерним предприятием — ООО «ЭНВИРО-ХЕМИ ГмбХ» (генеральный директор Карякин Михаил Александрович, офис расположен в г. Екатеринбург). C 2000 года в России компанией заключено более 150 договоров на проектирование, продажу, монтаж и пуско-наладку очистных сооружений с крупными российскими и иностранными компаниями.